# Fatma Kaplan Hürriyet

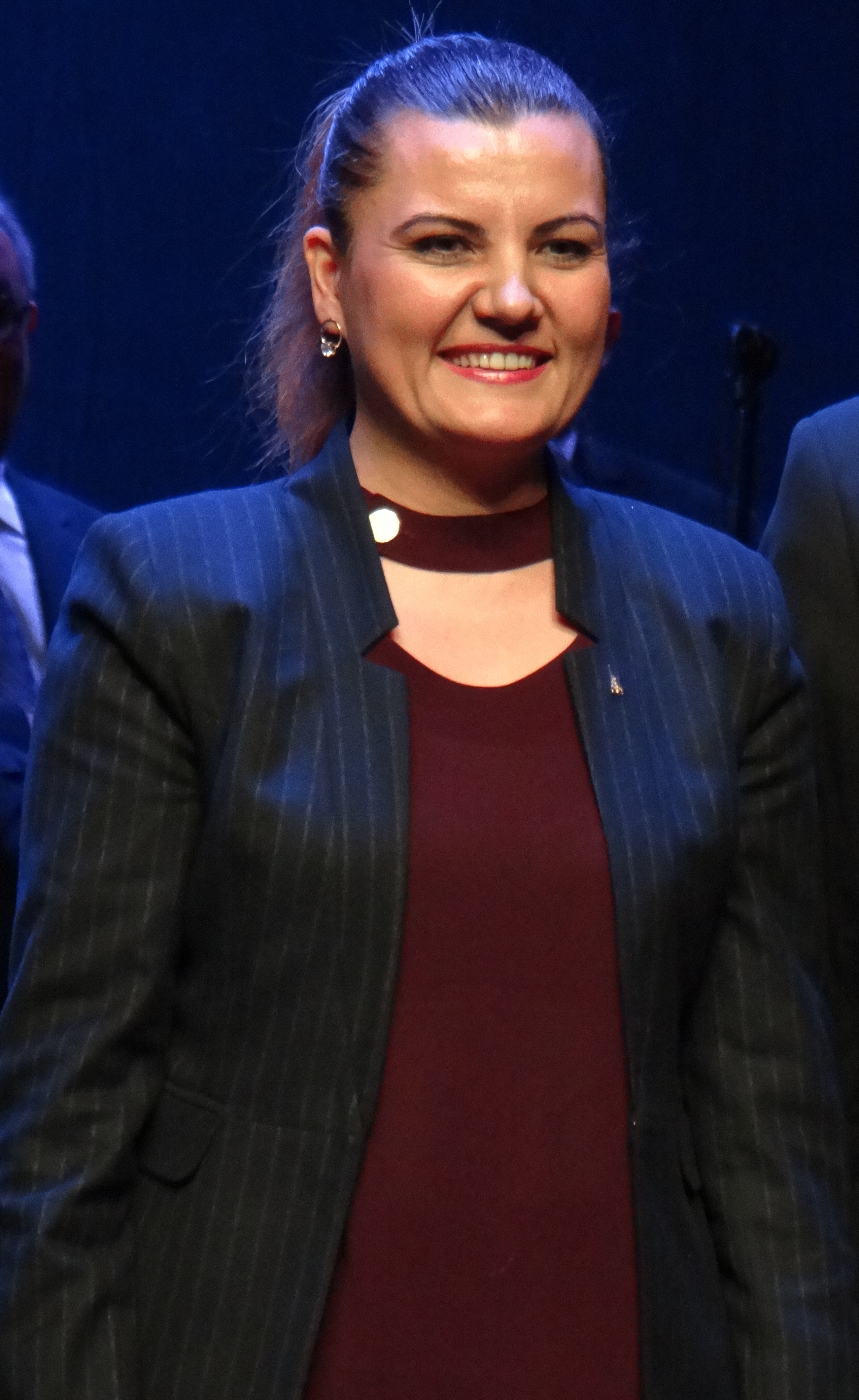
Fatma Kaplan Hürriyet (2018)

Fatma Kaplan Hürriyet (* 20. März 1982 in Tekirdağ) ist eine türkische Politikerin der Republikanischen Volkspartei (CHP) und seit 2019 Bürgermeisterin von İzmit.

## Leben
Hürriyet studierte an der Kocaeli Üniversitesi Rechtswissenschaften und schloss ihr Studium 2004 ab. Bei den Parlamentswahlen im Juni 2015 und bei der Neuwahl im November 2015 wurde sie als Abgeordnete für Kocaeli ins Parlament gewählt. Vor der Parlamentswahl 2018 war sie eine von 15 CHP-Abgeordneten, die kurzzeitig zur İyi Parti wechselten, um der Partei Fraktionsstatus zu verleihen und somit ihre Teilnahme an den Wahlen zu sichern. Bei den Kommunalwahlen am 31. März 2019 trat sie als CHP-Kandidatin für das Amt der Bürgermeisterin von İzmit an und gewann mit knapp 50 Prozent der Stimmen. Damit konnte sie die Nachfolge von Nevzat Doğan antreten.
Sie ist verheiratet und hat ein Kind.